# Badvillain
Badvillain (hangul: 배드빌런) – południowokoreański girlsband utworzony przez BPM Entertainment. Grupa składa się z siedmiu członkiń: Emma, Chloe Young, Hu'e, Ina, YunSeo, Vin i Kelly. Zadebiutowały 3 czerwca 2024 roku z single albumem Overstep.

## Historia zespołu

### 2021–2023: Przed debiutem
Niektóre członkinie grupy miały wcześniej doświadczenia w branży rozrywkowej przed dołączeniem do zespołu. Hu'e i YunSeo były uczestniczkami programu survivalowego MBC My Teenage Girl. Emma była znana z udziału w Street Woman Fighter. Chloe Young była członkinią grupy tanecznej 1Million.

### 2024: Debiut zOverstep
W kwietniu 2024 roku BPM Entertainment ogłosiło, że zamierzają zadebiutować swój pierwszy girlsband, składającą się z własnych trainee, po debiucie zespołu Viviz dwa lata wcześniej, w którym znalazły się byłe członkinie Gfriend. W maju zaczęli udostępniać zwiastuny, zapowiadając debiut grupy w pierwszej połowie 2024 roku. Wydano dwa teledyski taneczne do piosenek „Hurricane” i „+82”, ujawniając skład siedmiu członkiń, ale nie potwierdzając jeszcze ich imion.
3 czerwca grupa zadebiutowała wydaniem single albumu Overstep z głównym singlem „Badvillain”, wcześniej zapowiedzianym „+82” oraz nową piosenką „Baditude”. „Badvillain” to basowa piosenka taneczna w stylu hip-hopowym. Tekst utworu przekazuje przesłanie dążenia do celu, odzwierciedlającego osobiste pragnienia, a nie opinie innych ludzi. W recenzji dla IZM Kim Tae-hoon pochwalił rap w pierwszej połowie piosenki, ale stwierdził, że „w miarę zbliżania się do drugiej połowy, traci równowagę z powodu wariacji, które graniczą z nadmiarem”. Kim zauważył, że piosenka pokazuje styl Badvillain, ale nie wyróżnia się na tle innych wydań w stylu girl crush. BPM później potwierdziło, że „Hurricane” zostanie wydany najpierw na koreańskich platformach 24 czerwca, a następnie na globalnych platformach 26 czerwca.

## Członkinie
| Pseudonim   | Pseudonim | Prawdziwe imię                 | Data urodzenia       | Rola                       |
| Latynizacja | Hangul    | Prawdziwe imię                 | Data urodzenia       | Rola                       |
| ----------- | --------- | ------------------------------ | -------------------- | -------------------------- |
| Emma        | 엠마      | Song Hye-min (kor. 송혜민)     | 26 kwietnia 2000     | tancerka, raperka          |
| Chloe Young | 클로이영  | Chloe Duong (kor. 클로이 두옹) | 31 października 2001 | liderka, raperka, tancerka |
| Hu'e        | 휴이      | Kim In-hye (kor.김인혜)        | 20 listopada 2003    | wokalistka, tancerka       |
| Ina         | 이나      | Jeung I-na (kor. 정이나)       | 8 czerwca 2004       | raperka, tancerka          |
| YunSeo      | 윤서      | Kim Yun-seo (kor. 김윤서)      | 3 lipca 2004         | wokalistka, raperka        |
| Vin         | 빈        | Choi Seo-bin (kor. 최서빈)     | 27 listopada 2004    | wokalistka                 |
| Kelly       | 켈리      | Ha Seo-yeon (kor. 하서연)      | 16 czerwca 2006      | wokalistka, maknae         |

## Dyskografia

### Single

#### Single albumy
| Rok  | Dane dot. albumu                                                                             | Najwyższa pozycja | Sprzedaż     |
| Rok  | Dane dot. albumu                                                                             | KOR (Circle)      | Sprzedaż     |
| ---- | -------------------------------------------------------------------------------------------- | ----------------- | ------------ |
| 2024 | Overstep - Wydany: 3 czerwca 2024 - Wytwórnia: BPM - Format: CD, digital download, streaming | 38                | - KOR: 5367+ |

Single cyfrowe
| Rok                                                       | Tytuł        | Najwyższa pozycja | Najwyższa pozycja | Album    |
| Rok                                                       | Tytuł        | KOR               | KOR               | Album    |
| Rok                                                       | Tytuł        | Circle            | Songs             | Album    |
| --------------------------------------------------------- | ------------ | ----------------- | ----------------- | -------- |
| 2024                                                      | „Badvillain” | –                 | –                 | Overstep |
| 2024                                                      | „Hurricane”  | –                 | –                 | –        |
| „–” oznacza, że singiel nie był notowany na danej liście. |              |                   |                   |          |